# Euphorbia podadenia
Euphorbia podadenia är en törelväxtart som beskrevs av Pierre Edmond Boissier. Euphorbia podadenia ingår i släktet törlar, och familjen törelväxter. Inga underarter finns listade i Catalogue of Life.